# 7707 Yes
7707 Yes este o planetă minoră (asteroid), cu un diametru de 7,486 km, din centura de asteroizi. A fost descoperită pe 17 aprilie 1993 la Catalina Station⁠(d) de Carl W. Hergenrother⁠(d) și a fost numită după Yes. 
Obiectul prezintă o orbită caracterizată de o semiaxă mare de 2,652608 UAi, o excentricitate de 0,14, o înclinație de 15,68113 ° în raport cu ecliptica.